# عبدالله کونکو
عبدالله کونکو فایه (فرانسوی: Abdoulaye Konko Faye‎؛ زاده ۹ مارس ۱۹۸۴) بازیکن فوتبال اهل فرانسه است.